# Gabriela Crețu
Gabriela Crețu (* 16. Januar 1965 in Târgu Frumos) ist eine rumänische Politikerin und war Mitglied des Europäischen Parlaments für die Partidul Social Democrat. Im Zuge der Aufnahme Rumäniens in die Europäische Union gehörte sie vom Januar 2007 bis zum Juli 2009 dem Europäischen Parlament an und war dort Mitglied in der Sozialdemokratischen Fraktion im Europäischen Parlament.

## Posten als MdEP
- Mitglied im Ausschuss für Binnenmarkt und Verbraucherschutz
- Mitglied in der Delegation für die Beziehungen zu den Ländern der Andengemeinschaft
- Stellvertreterin im Ausschuss für die Rechte der Frau und die Gleichstellung der Geschlechter
- Stellvertreterin in der Delegation für die Beziehungen zu Belarus